# Mokrice (Bośnia i Hercegowina)
Mokrice (cyr. Мокрице) – wieś w Bośni i Hercegowinie, w Republice Serbskiej, w gminie Gradiška. W 2013 roku liczyła 15 mieszkańców.